# Маамба
Маамба (на английски: Maamba) е град в Южна Замбия. Намира се в Южната провинция на страната на около 100 км североизточно от административния център Ливингстън и на около 20 км от границата със Зимбабве и езерото Кариба. Населението му е 14 322 жители, според преброяването през 2010 г.